# Piotr Oufimtsev
Pour les articles homonymes, voir Oufimtsev.
Piotr Iakovlevitch Oufimtsev (en russe : Пётр Я́ковлевич Уфи́мцев, né en 1931 dans le kraï de l'Altaï) est un physicien et mathématicien soviético-russe. Il est considéré comme un personnage clé dans le développement d'aéronefs furtifs,.

## Biographie
Oufimtsev naît dans une famille de paysans dans le village d'Oust-Tcharychkaïa Pristan (en), dans le kraï de l'Altaï. Alors qu'il est âgé de 3 ans, son père est arrêté par le régime en place. Il mourra dans un camp de travaux forcés.
En 1949, Oufimtsev termine ses études et intègre le département de physique-mathématiques de l'université d'État d'Almaty. En raison de la progression de sa myopie, il doit déménager pour avoir accès à une clinique spécialisée à Odessa, alors en République socialiste soviétique d'Ukraine. En 1952, il poursuit des études à l'université d'Odessa. En 1954, il est invité à travailler à l'Institut de radio-ingénierie et d'électronique de Moscou, où il se spécialise en électronique appliquée dans le domaine militaire.

## Œuvres
- P. Ya. Oufimtsev, Theory of Edge Diffraction in Electromagnetics, Tech Science Press, Encino, Californie, 2003.  (ISBN 0-9657001-7-8)
- P. Ya. Oufimtsev, Fundamentals of the Physical Theory of Diffraction, Wiley & Sons, Inc., Hoboken, New Jersey, 2007.  (ISBN 0-470-09771-X)
- P. Ya. Oufimtsev, Method of Edge Waves in the Physical Theory of Diffraction, Moscou, 1962